# Victor Klee
Victor LaRue Klee (São Francisco (Califórnia), 18 de setembro de 1925 — Lakewood (Ohio), 17 de agosto de 2007) foi um matemático estadunidense.

## Obras
- com Stan Wagon: Old and New Unsolved Problems in Plane Geometry and Number Theory, Mathematical Association of America (MAA) 1991
- Editor: Convexity, University of Washington 1961, American Mathematical Society 1963
- Editor com Richard Brualdi, Schmuel Friedland: Combinatorial and graph theoretical problems in linear algebra, Springer 1993
- What is a convex set ?, American Mathematical Monthly, Volume 78, 1971, p. 616 (recebeu o Prêmio Lester R. Ford)